# Johannes Maria Staud
Johannes Maria Staud (Innsbruck, 17 augustus 1974) is een Oostenrijks componist van 21e-eeuwse klassieke muziek.
Zijn muzikale loopbaan begon al student aan de Muziek Hogeschool in Wenen (1994-2001) bij Michael Jarrell (compositie), Dieter Kaufmann (elektro-akoestische compositie) en Iván Rod (harmonie en kontrapunt). Daarna studeerde hij aan de Hanns Eisler- Hogeschool voor de Muziek in Berlijn bij Hanspeter Kyburz en volgde masterclasses bij Brian Ferneyhough. Hij kreeg een toelage van de Alban Berg Stichting en was dermate talentvol dat hij al tijdens zijn studie een contract bij een muziekuitgeverij kreeg aangeboden.
Zijn composities kregen al (plaatselijke) prijzen in Berlijn, en Salzburg (2002). Zijn compositie Polygon won de eerste prijs bij de International Rostrum of Composers versie 2003 in de categorie componisten tot 30 jaar. In 2005 ging zijn compositie Apeiron in première bij de Berliner Philharmoniker onder leiding van Simon Rattle, toch geen gering resultaat. Opdrachten voor toekomstige premières zijn al bekend voor 2008 en 2009; met name voor het Cleveland Orchestra (hij werkt daar in 2007 en 2008 mee samen) en het Gewandhausorchester onder leiding van Riccardo Chailly. Anno 2007 heeft het Oostenrijkse platenlabel Kairos twee cd met zijn muziek uitgegeven.

## Composities
- 1996: Bewegungen; voor pianosolo
- 1997: Die Ebene; voor spreker en ensemble
- 1998: Dichotomie; voor strijkkwartet
- 1998: Black Moon; voor solo basklarinet
- 1998: Vielleicht zunächst wirklich nur; voor sopraan en zes instrumenten
- 1999: der kleinste abstand zwischen zwei gegenständen; for 16-stemmig koor a capella
- 2000: ... gleichsam als ob ... ;voor orkest
- 2000: Incipit; voor trombone en vijf instrumenten
- 2001: A map is not the territory; voor ensemble
- 2002: Esquisse retouchée (Incipit II); voor solo trombone
- 2002: Polygon; muziek voor piano en orkest (voor Thomas Larcher)
- 2002: Configurations/Reflet; voor acht instrumenten
- 2003: Berenice. Lied vom Verschwinden; voor sopraan, klein ensemble en tape;
- 2004: Berenice (muziektheater), waaruit later twee suites (naar Edgar Allan Poe);
- 2005: Apeiron; voor groot orkest
- 2005: Peras; voor piano.
- 2005: Arie am Rand alter Bücher; voor bariton, piano, bamboebekkens en tape
- 2005: Violent Incidents (Hommage à Bruce Nauman); voor saxofoon en blaasensemble.
- 2006: Incipit III (Esquisse retouchée II) ; voor trombone en strijkorkest
- 2006: Segue; muziek voor cello en orkest
- 2006: Portugal; voor één percussionist
- 2007: One Movement and Five Miniatures; voor klavecimbel, elektronica en ensemble
- 2007: Sydenham. Muziek voor dwarsfluit, altviool en harp.
- 2008-2009, rev. 2010: On Comparative Meteorology, voor orkest (gecomponeerd onder de indruk van de boeken: "Die Zimtläden [Sklepy cynamonowe]" en "Das Sanatorium zur Todesanzeige [Sanatorium pod klepsydra]" alsook de vertelling "Der Komet [Kometa]" van de Pools-Joodse schrijver Bruno Schulz)
- 2010: Contrebande (On Comparative Meteorology II), voor orkest

## Bron
- (en) zijn uitgeverij
- (en) platenlabel hedendaagse muziek

- Bibsys: 13034862
- Bibliothèque nationale de France: cb17825762m (data)
- CiNii: DA14733699
- Gemeinsame Normdatei: 129196304
- International Standard Name Identifier: 0000 0003 8576 8897
- Library of Congress Control Number: no2003064489
- MusicBrainz: 3d79195a-fbc8-4dd6-aada-103df1cd29b0
- Nationale Bibliotheek van Israël: 987007454668505171
- Nationale Bibliotheek van Polen: a0000003137873
- Nederlandse Thesaurus van Auteursnamen: 275147053
- Istituto Centrale per il Catalogo Unico: RMSV567621
- Système universitaire de documentation: 163963568
- Virtual International Authority File: 241722890
- WorldCat: E39PBJgd3YQkvhj7xfJrKXP84q